# Pareuchiloglanis poilanei
Pareuchiloglanis poilanei es una especie de peces de la familia Sisoridae en el orden de los Siluriformes.

## Distribución geográfica
Se encuentra en la China y el Vietnam.